# Étienne-François Le Tourneur
Étienne-François-Louis-Honoré Le Tourneur – ou Letourneur (Granville, 15 de outubro de 1751 – Laeken, 4 de outubro de 1817) foi um militar e político francês notório durante a Revolução Francesa.

## Revolução
Aderindo às ideias da Revolução, foi presidente da Sociedade dos Amigos da Constituição (posteriormente conhecida como Clube Jacobino) de Cherbourg. Em 1791, foi eleito deputado na Assembleia Nacional Legislativa, sendo reeleito para a Convenção Nacional em 1792, tornando-se membro do Comitê de Guerra. No julgamento de Luís XVI, votou pela morte do rei.

## Diretório
Entre 1793 e 1795 realizou longas missões navais em Toulon, reorganizando a esquadra francesa do Mediterrâneo. Foi presidente da Convenção em janeiro de 1795 e, em agosto, ingressou no Comitê de Salvação Pública. Reeleito naquele mesmo ano para o Conselho dos Anciões, foi indicado para o Diretório, onde teve uma atuação discreta, sendo substituído por François Barthélemy, em 1797.

## Consulado e Império
Em maio daquele ano, foi nomeado brigadeiro-general e inspetor-geral de artilharia. No cargo, foi encarregado de negociar a paz com a Inglaterra. Em março de 1800, Napoleão Bonaparte, então Primeiro Cônsul da República Francesa, nomeou-o prefeito e, posteriormente, conselheiro do novo Tribunal de Contas.
Aposentou-se durante a primeira Restauração (1814), foi reconduzido ao cargo durante o governo dos Cem Dias (1815) e finalmente exilado por regicídio em 1816, retirando-se para Bruxelas.

## Leituras adicionais
- DESPAZE, Joseph. Les Cinqs Hommes. Nabu Press: Paris, 2011.
- MENA, Jaime Espejel. Liberalismo, conservadurismo y administración pública. Universidad Nacional Autónoma de México: Ciudad de Mexico, 2018, p. 46.